# Elting E. Morison
Elting Elmore Morison (n. 14 decembrie 1909 – d. 20 aprilie 1995)  a fost un autor de cărți de non-ficțiune, biograf militar, eseist, istoric al tehnologiilor, profesor emeritus la Massachusetts Institute of Technology (MIT), creatorul și fondatorul programului MIT de Știință, tehnologie și societate, cunoscut și sub acronimul STS.

## Biografie
Elting Elmore Morison s-a născut în Milwaukee, statul Wisconsin la data de 14 decembrie 1909. A studiat la Harvard University, de unde a primit a absolvit în 1932 cu un bachelor degree, urmat ulterior, în 1937, de un master degree. Între 1935 și 1937, Morison a fost asistentul decanului la Harvard. În timpul celui de-al doilea război mondial a servit în Naval Reserve. 

### Theodore Roosevelt Research Project
În anul 1948, Morison a devenit directorul proiectului de restaurare într-un singur grup de volume a tuturor materialeleor publicate de cel de-al 26-lea președinte american, Theodore Roosevelt (1901 - 1909). Proiectul, numit Theodore Roosevelt Research Project, a rezultat în publicarea unei serii de opt volume, numită Scrisorile lui Theodore Roosevelt (conform, The Letters of Theodore Roosevelt). Incluzând și o autobiografie a lui Theodore Roosevelt, seria de volume, căreia Elting E. Morison i-a fost editor, a apărut între 1951 și 1954.

### Anii de la Massachsetts Institue of Technology
După cel de-al doilea război mondial, Morison a venit la MIT în 1946 ca asistent universitar la catedra de limbă engleză a Departamentului de Studii Umanistice (conform, Department of Humanities). Mai târziu, în calitatea sa de profesor al istoriei tehnologiei și industriei la Sloan School of Management din cadrul Institutului Tehnologic al statului Massachusetts, Elting Morison a condus un program (foarte asemănător cu creația sa târzie de la același MIT, care va urma a fi cunoscut sub numele de Program despre Știință, Tehnologie și Societate, conform originalului Program in Science, Technology and Society), care a fost conceput să reveleze importanța modificărilor din tehnologie precum și impactul acestora în istoria științei, tehnologiei și a dezvoltării industriale, accentuînd impactul asupra istoriei tehnologiei din Statele Unite ale Americii.
Ulterior, în anul 1966, Morison s-a alăturat corpului profesoral al Yale University ca decan al Timothy Dwight College și profesor de istorie și studii americane. În 1972, a revenit la MIT ca deținător al Killian Chair.
În anii 1970 a jucat un rol fundamental în conceperea și planificarea a ceea ce va deveni Programul interdisciplinar STS, unde STS este un acronim pentru Știință, Tehnologie și Societate conform denumirii sale originale Program in Science, Technology and Society. Programul complex și interdisiplinar subliniază modul în care factorii științifici, tehnologici și social se interconectează.
Profesorul Elting Elmore Morison a decedat în 1995 în Peterborough, statul New Hampshire.

## Organizații profesionale și afiliații
- A fost membru al următoarelor comitete și sub-comitete,
  - Secretary of the Navy's Advisory Subcommittee on Naval History
  - NASA Historical Advisory Committee

## Lucrări

### Autor și co-autor
- 1958 - Elting E. Morison - The American Style,
- 1968 - Elting E. Morison - Men, Machines, and Modern Times, [6]
- 1974 - Elting E. Morison - From Know-How to Nowhere: The Development of American Technology, [6]
- 1976 - Elizabeth Forbes Morison and Elting E. Morison - New Hampshire: A Bicentennial History. In Questia

### Biograf militar
- 1942—Elting E. Morison - Admiral Sims and the Modern American Navy,
- 1960—Elting E. Morison - Turmoil and Tradition, o biografie a lui Henry L. Stimson, secretar de stat (Secretary of State) în Administrația Hoover și ulterior Secretary of War in the Roosevelt Administration, Parkman Prize of the Society of American Historians.

### Eseuri în volum
- 1961 - Elting E. Morison - A Case Study of Innovation (pages 592-605) in the collective volume The Planning of Change - Reading in the Applied Behavioral Sciences, edited by Warren G. Bennis (from Massachusetts Institute of Technology), Kenneth D. Benne and Robert Chin (both from Boston University), and published by Holt, Rinehart and Wiston, New York, 1961, Library of Congress Catalog Card Number 61-14602 20893-0111